# Louis-François de Boufflers

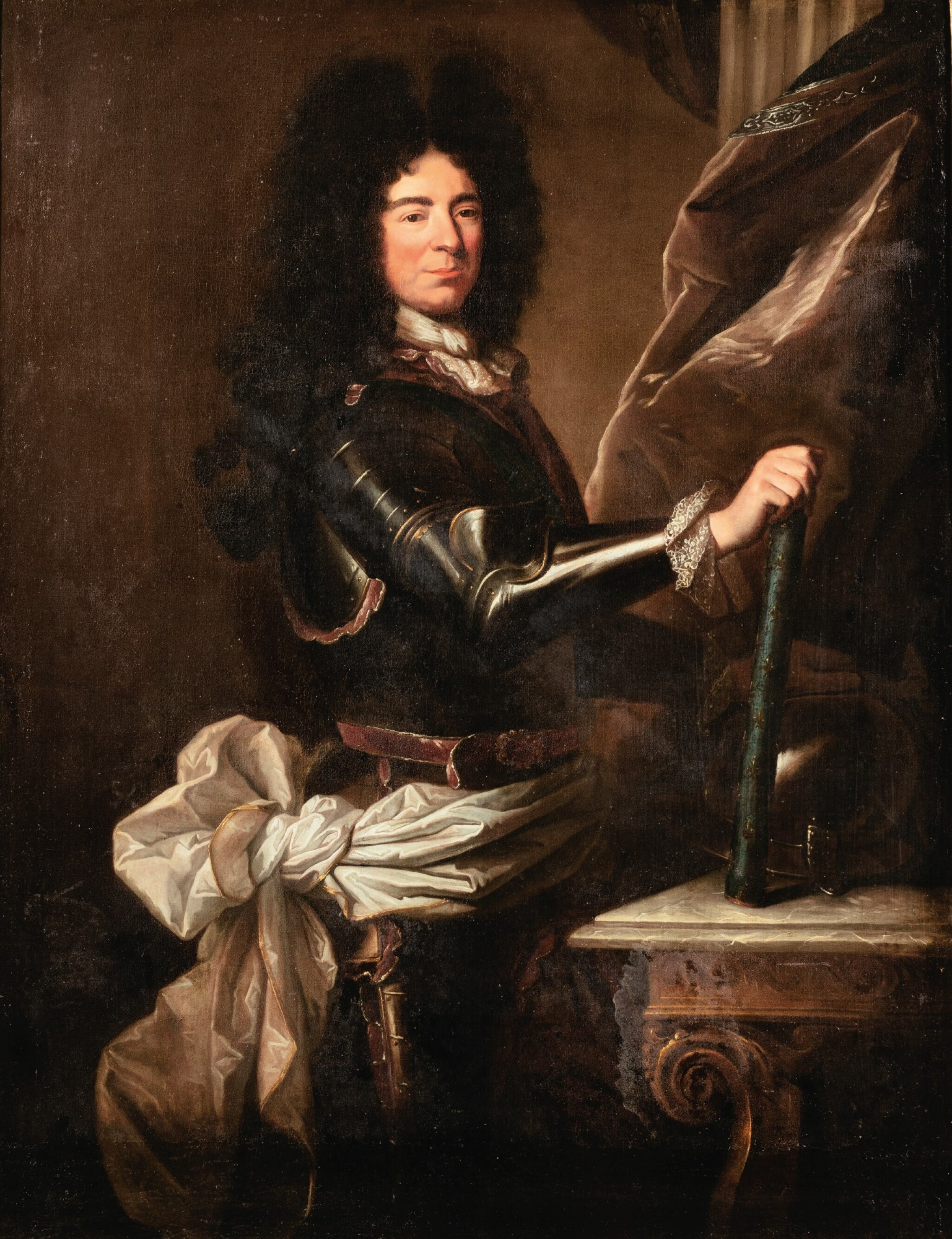
Louis François de Boufflers, Porträt aus der Werkstatt von Hyacinthe Rigaud, um 1700

Louis-François, duc de Boufflers (* 10. Januar 1644 in Crillon; † 22. August 1711 in Fontainebleau) war ein französischer Feldherr und Marschall von Frankreich, von 1678 bis 1692 war er zudem „Colonel général des Dragons“ und von 1692 bis 1704 „Colonel général des Gardes-Françaises“.

## Leben und Beruf
Louis-François stammte aus einer alten Adelsfamilie der Picardie. Er war der zweite Sohn von François (II.) de Boufflers, Comte de Cagny, und Louise de Vergeur. Einer seiner Söhne, Joseph Marie, war mit der Salonnière Madeleine Angélique Neufville de Villeroy verheiratet.
Er zeichnete sich unter Condé, Turenne, Créquy, Luxembourg und Catinat in den Kriegen Ludwigs XIV. seit 1672 aus. Er wurde Ende 1677 nach der Eroberung von Freiburg Stadtkommandant von Freiburg und kämpfte 1678 im Breisgau unter Marschall François de Créquy.
Am 15. Oktober 1688 griff er im Pfälzischen Erbfolgekrieg mit 20.000 Mann die Festung Mainz an. Trotz neuer Befestigungsanlagen kapitulierte Kurfürst Anselm und der „Schlüssel des Reiches“ fiel für nahezu ein Jahr in französische Hand. Ende Oktober 1688 begannen Boufflers' Truppen mit der Belagerung von Koblenz. Der Beschuss dauerte bis Anfang November und verursachte große Zerstörungen in Koblenz. Die Stadt und die Festung Ehrenbreitstein konnten als einzige im Bereich von Kurtrier jedoch nicht eingenommen werden. Boufflers wurde 1693 zum Marschall ernannt und, nachdem er 1695 Namur gegen Wilhelm III. von England und die Festung Lille vom 12. August bis zum 8. Dezember 1708 gegen den Prinzen Eugen verteidigt hatte, zum Herzog und Pair von Frankreich erhoben.
Im Spanischen Erbfolgekrieg zwischen Frankreich und einem Bündnis aus österreichischen Habsburgern, Großbritannien und den Vereinigten Provinzen der Niederlande war Lille umkämpft. 1708 wurde Lille belagert und die Stadt wurde von Truppen der Allianz eingenommen. Die Festung wurde von 15.000 französischen Soldaten unter de Boufflers gehalten, musste sich aber nach fünf Monaten ergeben. Im Frieden von Utrecht 1713 durfte Frankreich Lille gleichwohl behalten.
Boufflers' letzter militärischer Einsatz war die Deckung des Rückzugs der Franzosen nach der Niederlage bei Malplaquet vom 11. September 1709, in der er nach der Verwundung Marschall Villars den Oberbefehl übernommen hatte.